# Stanisław Łętowski (zm. 1786)
Stanisław Łętowski z Łętowa herbu Ogończyk (zm. 1786) – podkomorzy krakowski w latach 1759–1775, podstarości i sędzia grodzki biecki w 1736 roku, podstoli krakowski w latach 1735–1759, rotmistrz chorągwi husarskiej w wojsku koronnym w 1765 roku, starosta wielicki i bocheński, poseł, dziedzic, m.in. (od 1740 r.) miejscowości Bobowa oraz Bączala Dolnego i Bączala Górnego, generał adiutant Buławy Wielkiej Koronnej w 1776 roku, podwojewodzi krakowski od 1762 roku, sędzia żydowski województwa krakowskiego w 1778 i 1779 roku.

## Życiorys
Poseł województwa krakowskiego na sejm 1754 roku i na sejm 1744 roku. Poseł województwa krakowskiego na sejm 1760 roku. Poseł na sejm 1762 roku z województwa krakowskiego. Był elektorem Stanisława Augusta Poniatowskiego w 1764 roku. Jako poseł krakowski na sejm konwokacyjny (1764), 7 maja 1764 roku podpisał manifest, uznający odbywający się w obecności wojsk rosyjskich sejm za nielegalny. Był posłem na sejm 1766 roku z województwa krakowskiego. Członek konfederacji 1773 roku. Był posłem na Sejm Rozbiorowy 1773-1775 z województwa krakowskiego, wszedł w skład delegacji wyłonionej pod naciskiem dyplomatów trzech państw rozbiorczych, mającej przeprowadzić rozbiór, 18 września 1773 roku podpisał traktaty cesji przez Rzeczpospolitą Obojga Narodów ziem zagarniętych przez Rosję, Prusy i Austrię w I rozbiorze Polski. Został członkiem Komisji Rozdawniczej Koronnej, ustanowionej dla likwidacji majątku skasowanego w Rzeczypospolitej zakonu jezuitów.
Członek konfederacji Andrzeja Mokronowskiego i poseł na sejm 1776 roku z województwa krakowskiego.

## Życie prywatne
Syn Stanisława, podwojewodziego krakowskiego i Heleny ze Zborowskich.
Ożeniony z Jordanówną – wojewodzianką bracławską, której dziadkiem był Michał Stefan Jordan h. Trąby (zm. 1739) wojewoda bracławski.
Stanisław Łętowski miał syna Franciszka Łętowskiego z Łętowa (zm. 17 kwietnia 1811) kawalera Orderu św. Stanisława, męża Teresy z Balickich – Łętowskiej herbu Ostoja i córkę Katarzynę Kuropatnicką z Łętowskich, poślubioną przez Ewarysta Andrzeja Kuropatnickiego (1734-1788) kasztelana buskiego, bełskiego, geografa, która w 1889 r. zakupiła cudowną, według wiernych, figurkę do kościoła w Tarnowcu.
Wnukiem Stanisława Łętowskiego był Ludwik Łętowski (1786-1868) – syn Franciszka, i Teresy z Balickich – biskup tytularny krakowski, członek senatu, historyk, literat – autor Wspomnień pamiętnikarskich.
Wnukiem Stanisława był również Józef Ksawery Kuropatnicki, syn Katarzyny.